# Nukleofil addíció
A nukleofil addíció olyan szerves kémiai addíciós reakció, melynek során egy elektronhiányos (elektrofil) kettős vagy hármas kötéssel – azaz π-kötéssel – rendelkező vegyület elektronban gazdag reaktánssal – nukleofillel – reagál, melynek során a kettős kötés felhasad, és két új egyszeres, azaz szigma-kötés keletkezik. Ezek a reakciók szerepet játszanak az élő szervezetek metabolitikus folyamataiban, de a tudomány és ipar – például a gyógyszeripar – is felhasználja új, összetett szerves vegyületek előállítására, ezért központi jelentőségűek a szerves kémiában. Az addíciós reakciókhoz az elektrofilben többszörös kötés: szén–heteroatom (mint például a karbonilok, iminek és nitrilek esetében) vagy szén–szén kettős vagy hármas kötés jelenléte szükséges.

## Szén–heteroatom kettős kötésre történő addíció
A nukleofileknek elektrofil kettős vagy hármas kötésre (π-kötésre) történő nukleofil addíciója új széncentrumot hoz létre két további egyes, vagyis σ-kötéssel. A nukleofilek szén–heteroatom kettős vagy hármas – például >C=O vagy −C≡N –  kötésre történő addíciós reakciói nagy változatosságot mutatnak. Az ilyen típusú kötések polárisak (nagy különbség van a két atom elektronegativitása között); következésképpen a szénatomok részleges pozitív töltést hordoznak. Ez teszi a molekulát elektrofillé, valamint a szénatomot elektrofil centrummá; ez az atom a nukleofil elsődleges támadási célja. A kémikusok kidolgoztak egy geometriai rendszert annak leírására, hogy a nukleofil hogyan közelíti meg az elektrofil centrumot. Ehhez két szöget használnak, a Bürgi–Dunitz és a Flippin–Lodge szögeket, melyeket az azokat elsőként leíró és tanulmányozó kutatók után neveztek el.
Ezt a fajta reakciót 1,2-nukleofil addíciónak is nevezik. Az ilyen típusú nukleofil támadás sztereokémiája egyszerű, ha a két alkil szubsztituens nem azonos és nincs más befolyásoló tényező, például Lewis-savval történő kelátképzés, akkor a reakció racém terméket eredményez. Számos ilyen típusú addíciós reakció ismeretes. Amikor az addíciós lépést elimináció követi, akkor a reakció típusa acil nukleofil szubsztitúció vagy addíciós-eliminációs reakció.

### Karbonilcsoportra történő addíció
Ha az elektrofil karbonilvegyület, a nukleofil lehet:
- víz, ekkor hidratációs reakcióban geminális diol (hidrát) keletkezik
- alkohol, acetálképződéssel acetál jön létre
- hidrid, redukcióval alkohol keletkezik
- amin, ekkor formaldehiddel és karbonilvegyülettel Mannich-reakció játszódik le
- enolátion, aldol-reakció vagy Baylis–Hillman-reakció játszódik le
- fémorganikus nukleofil a Grignard-reakcióban vagy a hasonló Barbier- vagy Reformatszkij-reakcióban
- ilidek, például a Wittig-reagens vagy Corey–Csajkovszkij-reagens, vagy α-szilil karbanionok a Peterson-féle olefinezésben
- foszfonát karbanion a Horner–Wadsworth–Emmons-reakcióban
- piridin ikerion a Hammick-reakcióban
- acetilid az alkinezési reakciókban
- cianidion a ciánhidrin-reakciókban

Számos nukleofil reakcióban nagyon fontos a karbonilcsoportra történő addíció. Az esetek egy részében a C=O kettős kötés – ha a nukleofil a szénnel létesít kötést – C−O egyes kötéssé redukálódik. A ciánhidrin reakcióban például a cianidion, felszakítva a karbonil kettős kötést, C−C kötést alakít ki, és ezzel ciánhidrint alakít ki.

### Nitrilekre történő addíció
Nitril elektrofilekkel az alábbi nukleofil addíciók mehetnek végbe:
- a nitril hidrolízisével amid vagy karbonsav keletkezik
- cinkorganikus nukleofilekkel Blaise-reakció
- Alkoholokkal Pinner-reakció
- (ugyanazzal a) nitril α-szénatommal Thorpe-reakció. A reakció intramolekuláris változatának neve Thorpe–Ziegler-reakció.
- Grignard-reagensekkel iminek képződnek.[5] Ezen az úton hidrolízissel ketonok[6] vagy az imin redukciójával primer aminok is előállíthatóak.[7]

## Szén–szén kettős kötésre történő addíció
Az alkénekre történő addíció hajtóereje az X− nukleofil keletkezése, amely kovalens kötést létesít egy elektronban szegény telítetlen −C=C− rendszerrel (1. lépés). Az X negatív töltése átkerül a szén–szén kötésre.
A 2. lépésben a negatív töltésű karbanion összekapcsolódik az elektronban szegény (Y) részecskével, így kialakítva a második kovalens kötést. A közönséges alkének nem érzékenyek a nukleofil támadásra (apoláris kötés). A sztirol toluolban karbanion köztiterméken keresztül reagál a nátriummal, 1,3-difenilpropán termék keletkezése közben:
További kivétel a szabály alól a Varrentrapp-reakció. A fullerének kettős kötései szokatlan reaktivitást és addíciós reakciókat mutatnak, ezek egyike a Bingel-reakció. Ha X karbonilcsoport, például C=O vagy COOR vagy cianocsoport (CN), akkor a reakció típusa konjugált addíciós reakció. Az X szubsztituens induktív effektusa révén segíti stabilizálni a szénatom negatív töltését. Ha Y-Z lazított hidrogént tartalmazó vegyület, akkor a reakció Michael-reakció. Perfluorozott alkének (olyan alkének, melyekben minden hidrogénatomot fluor helyettesít) erősen hajlamosak nukleofil addícióra, például (cézium-fluoridból vagy ezüst(I)-fluoridból származó) fluoridionnal perfluoralkil aniont képeznek.

## Fordítás
- Ez a szócikk részben vagy egészben  a   Nucleophilic addition című angol Wikipédia-szócikk ezen változatának fordításán alapul.  Az eredeti cikk szerkesztőit annak laptörténete sorolja fel. Ez a jelzés csupán a megfogalmazás eredetét és a szerzői jogokat jelzi, nem szolgál a cikkben szereplő információk forrásmegjelöléseként.